# Albiolo

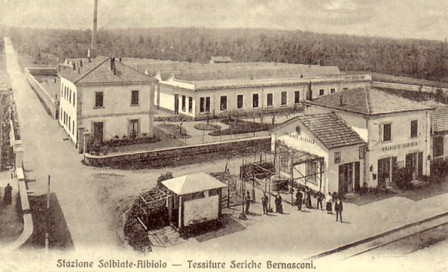
Bahnhof Solbiate-Albiolo (um 1920)

Albiolo ist eine Gemeinde der italienischen Provinz Como in der Region Lombardei mit 2758 Einwohnern (Stand 31. Dezember 2023).

## Geographie
Die Gemeinde Albiolo liegt auf einem kleinen Hügel im nordwestlichen Teil der Provinz Como, nahe der Grenze zur Provinz Varese und wenige Kilometer von der Grenze zur Schweiz entfernt. Sie beteiligt sich an der grenzüberschreitenden Arbeitsgemeinschaft Regio Insubrica. Im Jahr 1971 hatte die Gemeinde Albiolo eine Fläche von 287 Hektar.
Die Nachbargemeinden sind am Norden Valmorea, am Osten Uggiate con Ronago und Faloppio, am Süden Olgiate Comasco, und am Westen Solbiate con Cagno.

## Geschichte
Man nimmt an, dass der Name Albiolo vom lateinischen „Alveole“ herrührt, wofür es mehrere unbestätigte Erklärungen gibt. Albiolo  könnte in der Römerzeit ein militärischer Vorposten Comos gewesen sein. Albiolo wird in der "Determinatio stratarum et pontium ...", die den Statuten von Como von 1335 beigefügt ist, unter den "comunia" aufgeführt, die für die Instandhaltung der Brücke über den Lura-Bach verantwortlich sind, die das Gebiet von Albiolo mit Gaggino verbindet (Statuti di Como 1335, Determinatio stratarum). Die Gemeinde gehörte zur Pieve von Uggiate, die durch die "Aufteilung ... des plebejischen Komplexes in vier Teile" im Jahr 1240 dem Bezirk Porta Torre der Stadt Como zugeschrieben wurde (1240). Albiolo erscheint auch als Teil der Gemeinde Uggiate im "Liber consulum civitatis Novocomi", in dem die Eide der Konsuln der Gemeinde von 1510 bis 1541 aufgeführt sind (Liber consulum Novocomi, 1510–1535). Im Jahr 1652 bestand das Land von Albiolo, das immer noch zur Pieve von Uggiate gehörte, aus 34 Bränden (1652). Aus den Antworten auf die 45 Fragen, die der Rat bei der Volkszählung von 1751 stellte, geht hervor, dass die Gemeinde Albiolo, die 473 Seelen zählte, einen Rat hatte, der sich aus den Familienoberhäuptern zusammensetzte, die sich auf dem öffentlichen Platz vor der Pfarrkirche trafen. Die Sitzung wurde durch das Läuten der Glocke durch den Konsul, der auch die zu behandelnden Themen angab, eröffnet. Die Beamten der Gemeinde waren die Bürgermeister, der Konsul, der Kollektor und der Kanzler. Alle drei Jahre wurden zwei Bürgermeister öffentlich gewählt. Der Konsul hingegen wurde durch eine öffentliche Versteigerung ernannt und war nur ein Jahr im Amt. Der Steuereinnehmer wurde ebenfalls öffentlich gewählt und blieb ein Jahr lang im Amt. Die Gemeinde hatte auch einen Kanzler, der nicht in der Gemeinde wohnte und regelmäßig bezahlt wurde. Albiolo unterstand der Gerichtsbarkeit des Podestà von Como, für dessen Dienste es einen Beitrag an die Stadt zahlte. Sowohl im "Compartimento territoriale specificante le cassine" von 1751 als auch im "Indice delle pievi e comunità dello Stato di Milano" war Albiolo immer in der Gemeinde Uggiate enthalten.
Nach dem vorübergehenden Zusammenschluss der lombardischen Provinzen mit dem Königreich Sardinien wurde die Gemeinde Albiolo mit 691 Einwohnern, die von einem fünfzehnköpfigen Gemeinderat und einem zweiköpfigen Stadtrat verwaltet wurde, auf der Grundlage der durch das Gesetz vom 23. Oktober 1859 festgelegten Gebietsaufteilung in das Mandamento II di Como, circondario I di Como, Provinz Como, aufgenommen. Bei der Gründung des Königreichs Italien im Jahr 1861 hatte die Gemeinde 702 Einwohner (Volkszählung 1861).
Nach dem Gemeindegesetz von 1865 wurde die Gemeinde von einem Bürgermeister, einer Junta und einem Rat verwaltet. Im Jahr 1924 wurde die Gemeinde in den Bezirk Como der Provinz Como eingegliedert. Nach der Gemeindereform im Jahr 1926 wurde die Gemeinde von einem Podestà verwaltet.

## Kultur und Sehenswürdigkeiten
- Die Pfarrkirche Mariä Verkündigung wurde im Jahr 1625 umgebaut. Das Altarbild von 1579 ist erhalten. Die Orgel stammt von der Orgelbaufirma Mascioni (Opus 467, 1934).[2]
- Die romanische Kirche San Martino aus dem 12. Jahrhundert. Der Campanile wurde im 17. Jahrhundert errichtet. Heute ist die Kirche, nach einem Gelöbnis während der Pest von 1630, der heiligen Anna geweiht. Es ist eines der ältesten Baudenkmäler von Albiolo. Die Fresken der lombardischen Schule des 14. und 15. Jahrhunderts sind gut erhalten.[3][4]
- Castello Odescalchi im 17. Jahrhundert gehörte es Benedetto Odescalchi, dem späteren Papst Innozenz XI. Hinter der Kirche der Beata Vergine Annunciata erhebt sich das Schloss auf einem Hügel über Caversaccio und Cagno (Lombardei) in Valmorea. Das Bauwerk stammt aus dem 13. Jahrhundert und scheint auf älteren Mauerresten[18] errichtet worden zu sein, bei denen es sich vermutlich um ein Waffendepot aus der späten Römerzeit handelt. Im 6. Jahrhundert war es im Besitz der Familie Odescalchi. Später wurde die Burg einem Mönchsorden geschenkt, der dort eine Zeit lang lebte. Heute ist es ein privates Wohnhaus, das zwischen 2016 und 2017 restauriert wurde.[5]

### Veranstaltungen
- Sagra di Sant’Anna – Dorffest, Ende Juli
- Fiera di San Martino – Dorffest mit Landwirtschaftsausstellung, Mitte November

## Persönlichkeiten
- Mario Mantovani (* 1950), Mitglied des 5. Europäischen Parlamentes, Ehrenbürger